# Logenhaus Altenburg

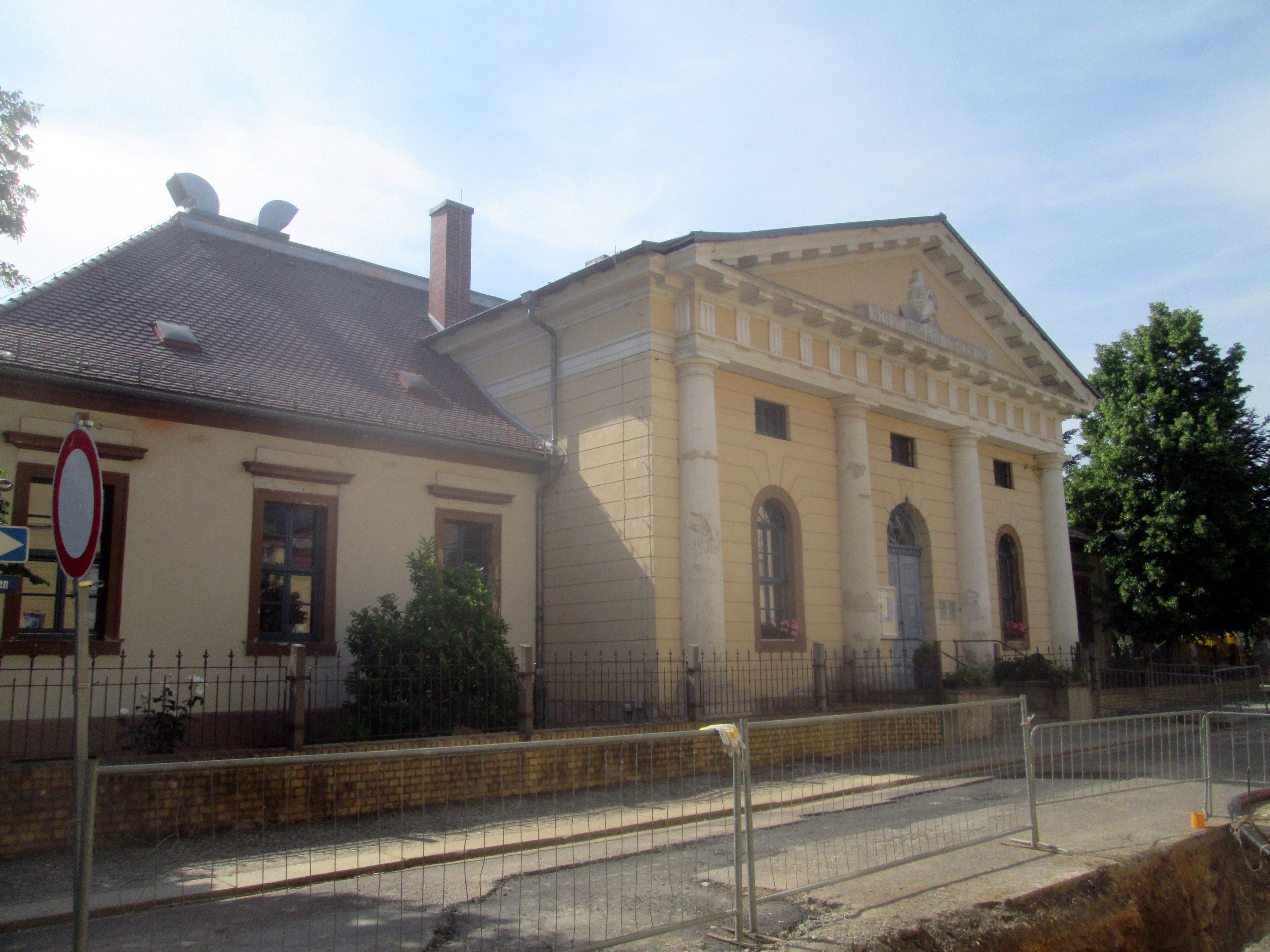
Das Logenhaus 2014

Das Logenhaus Altenburg ist ein 1804 erbautes Versammlungslokal in Altenburg, Johannisgraben 12. Er steht als Einzeldenkmal unter Denkmalschutz.

## Geschichte
Seit 1742 gibt es in Altenburg eine Freimaurer-Loge. Sie nannte sich „Archimedes zu den drey Reißbretern“. Ab 1802 ließ sie durch den Architekten Heinrich Wilhelm Schmidt das bestehende Logenhaus am Johannisgraben errichten. Es wurde 1804 eingeweiht.

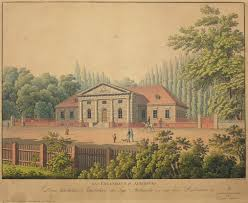
Kolorierte Grafik von ca. 1840

Im 19. Jahrhundert hatte die Loge bis zu 170 Mitglieder. Mit ihren aus Mitgliederbeiträgen gewonnenen Einnahmen förderte sie vor allem soziale Zwecke, unter anderem zugunsten des Altenburger Gymnasiums, der Bürgerschule, der Knaben- und Mädchenschule und der Kinderverwahranstalt. Über 30 Stiftungen und zahlreiche gemeinnützige Vereine wurden im Logenhaus gegründet.
1935 wurde die Loge von den Nationalsozialisten aufgelöst. Zu Zeiten der DDR befand sich das Anwesen im Besitz der Stadt Altenburg und gehörte nach der Wende zur Fachschule für Sozialpädagogik.
Seit 1992 ist die Großloge der Alten Freien und Angenommenen Maurer von Deutschland mit Sitz in Berlin Eigentümerin des Hauses. Sie ließ das Haus als modernes Veranstaltungshaus renovieren und bemühte sich seit 1999 auch um die Wiederbegründung der Altenburger Freimaurertradition. Bewirtschaftet wird das Haus heute durch die Logenhaus Altenburg GmbH in Starkenberg.

## Architektur
Das Gebäude ist ein eingeschossiger, parallel zur Straße angeordneter Saalbau mit neun Fensterachsen, der mit einem großen Walmdach versehen ist. Ihm ist als Eingang ein zweigeschossiger Mittelrisalit mit vier toskanischen Halbsäulen, Gebälk und Giebel vorgelagert. Im Giebelfeld befindet sich ein Relief mit einer Figur des sitzenden Archimedes und einer Inschrift der ihm zugeschrieben letzten Worte: „NOLI TURBARE CIRCULOS“. Die noch aus der Bauzeit stammende Innenausstattung des Hauses ist zum Teil erhalten.

## Im Logenhaus gegründete Stiftungen und Vereine
- Schönherr-Stiftung (1808)
- von Trützlersche Stipendienstiftung (1856)
- Lorenzsches Gestift (1861)
- Dörffel-Stiftung (1882)
- Gnüchtel-Stiftung (1894)
- Bechstein-Stiftung (1894)
- Literarische Gesellschaft Altenburg e.V.
- Pomologische Gesellschaft e.V.
- Kunst- und Handwerkerverein Altenburg e.V.
- Geschichts- und Altertumsforschende Gesellschaft des Osterlandes e.V.
- Bienenzüchterverein Altenburg e.V.
- Sparkassenverein Altenburg e.V."